# Лас Ломас (Тексас)
Лас Ломас (енгл. Las Lomas) насељено је место без административног статуса у америчкој савезној држави Тексас.

## Демографија
По попису из 2010. године број становника је 3.147, што је 463 (17,3%) становника више него 2000. године.
| Група             | 2000.         | 2010.         |
| Белци             | 11 (0,4%)     | 326 (10,4%)   |
| Афроамериканци    | 0 (0,0%)      | 6 (0,2%)      |
| Азијати           | 1 (0,0%)      | 2 (0,1%)      |
| Хиспаноамериканци | 2.667 (99,4%) | 2.820 (89,6%) |
| Укупно            | 2.684         | 3.147         |